# 日経MIX
日経MIX（にっけいミックス）は、かつて日本の日経マグロウヒル（現 日経BP）が運営していたパソコン通信サービス。1987年9月に商用サービスを開始したが、パソコン通信の衰退にともなって1997年10月31日午前11時にサービスを終了し、インターネットサイトの『BizTech』（複数回の改称を経て、現在は日経クロステックに統合）に吸収された。

## 概要
ニューメディアによる新しい情報の伝達および意見交換の手段として開設され、1986年9月から1年間の実験運用を経て、1987年9月に商用サービスを開始。
1993年時点で200以上の電子会議室（電子掲示板のスレッドに相当）が設けられ、各々の電子会議室には管理者が任命されていた。この他にハードウェア・ソフトメーカーや同社の雑誌の電子会議室や、日経BPが刊行する雑誌の情報・記事検索サービス、ニュースの掲載、フリーソフトライブラリも提供されていた。 会員数は1992年12月時点で、約1万5000人。
ホストコンピュータは、実験運用時はミニコンを、商用サービスにあたってはメインフレームに、1991年12月には会員の増加に伴い大型メインフレームに変更された。ホストのソフトウェアは、マグロウヒルのパソコン通信サービス「BIX」にならって、カナダのゲルフ大学（University of Guelph）が開発した「CoSy」を日本語化して使用した。